# Вотікеєво
Вотіке́єво (рос. Вотикеево, башк. Вотикеев) — село у складі Башкортостану, Росія. Входить до складу Уфимського міського округу, Орджонікідзевського району міста Уфа.
Населення — 286 осіб (2010, 236 у 2002).
Національний склад:
- росіяни — 84 %